# Walter Trautmann
Walter Trautmann (* 6. März 1906 in Hettstedt; † 17. Oktober 1983 in Frankfurt am Main) war ein deutscher Journalist und NSDAP-Gauwirtschaftsberater im Gau Halle-Merseburg.

## Leben
Nach einer kaufmännischen Lehre studierte Trautmann Wirtschaft und Politik, im Anschluss an seinen Abschluss als Diplom-Kaufmann legte er seine Promotion ab. Am 1. November 1932 trat er der NSDAP bei (Mitgliedsnummer 1.395.232).
Trautmann begann seine journalistische Laufbahn beim Fränkischen Kurier in Nürnberg. In den Jahren 1932 bis 1934 und 1935 bis 1937 war er Chefredakteur der Mitteldeutschen National-Zeitung in Halle, im Anschluss daran bis 1941 Chefredakteur des in Magdeburg erscheinenden Mitteldeutschen.
Trautmann ersuchte nach eigener Aussage den NS-Pressestabsleiter Rolf Rienhardt um eine Stelle im Ausland, da es aufgrund seiner als „Halbjüdin“ geltenden Ehefrau Probleme gegeben habe. Anfang 1941 fand sich die Gelegenheit, als für das deutsche Besatzungsblatt Pariser Zeitung eine Nachfolge für den ersten Chefredakteur Rudolf Sparing anstand. Trautmann trat die Stelle im Mai 1941 an.
Der Erfolg Trautmanns mit dieser Zeitung blieb im relativ bescheidenen Rahmen der Auflagenwerte, die andere Besatzungszeitungen erzielten. Die Auflage der Pariser Zeitung und ihrer noch 1941 geschaffenen französischen Ausgabe betrug meist zusammen etwa 50.000 Exemplare. Wesentlich besser sah es mit der im Oktober 1943 erstmals erschienenen wöchentlichen Ausgabe aus, die gänzlich in französischer Sprache herauskam und auf Unterhaltung setzte. Diese Zeitung erreichte im April 1944 eine Auflage von 118.000 Exemplaren. Der auf die Invasion in der Normandie folgende alliierte Vormarsch setzte allerdings allen Ausgaben der Pariser Zeitung im August 1944 ein Ende.
Nach dem Krieg wurde Trautmann Chefredakteur der Vereinigten Wirtschaftsdienste. Von 1956 an war er Redakteur beim Volkswirt, seit 1974 Wirtschaftsredakteur bei den Basler Nachrichten.

## Auswahl seiner Schriften
- Walter Trautmann: Weltwirtschaft England. Zentralverlag der NSDAP – Franz Eher Nachfolger GmbH, Berlin 1940. Schriftenreihe der NSDAP Gruppe V. Das ist England Band 7.
- Walter Trautmann: Osthandel ja oder nein? Kohlhammer, Stuttgart 1954
- Sparen und Investieren. Redaktion Walter Trautmann; Hartmund Hölzer, Verlag Der Volkswirt, Frankfurt/M. 1956